# Julian (Nebraska)
Julian é uma vila localizada no estado americano de Nebraska, no Condado de Nemaha.

## Demografia
Segundo o censo americano de 2000, a sua população era de 63 habitantes.
Em 2006, foi estimada uma população de 74, um aumento de 11 (17.5%).

## Geografia
De acordo com o United States Census Bureau, a localidade tem uma área de 0,2 km², sem área coberta por água.

## Localidades na vizinhança
O diagrama seguinte representa as localidades num raio de 16 km ao redor de Julian.